# レオン・エリソン
レオン・エリソン（Leon Ellison、1989年6月6日 - ）は、ニュージーランド出身のラグビー選手。

## プロフィール
- ポジションはセンター(CTB)。
- 身長 182cm、体重 88kg
- ニックネームはエリー。
- 7人制日本代表に選ばれたことがある[1]。
- 兄のタマティもラグビー選手[2]。

## 略歴
10歳からラグビーを始めた。
ヴィクトリア大学、北海道バーバリアンズを経て2012年、ヤクルトレビンズに加入。同年9月8日に行われたトップイーストリーグ第1節の釜石シーウェイブス戦に先発出場でトップイーストでの公式戦初出場を果たした。
2014年、栗田工業ウォーターガッシュに加入。
2020年、栗田工業ウォーターガッシュを退団した。